# Varadero Point
Der Varadero Point (englisch; spanisch Punta Varadero) ist eine Landspitze der Livingston-Insel im Archipel der Südlichen Shetlandinseln. Auf der Byers-Halbinsel bildet sie die Westseite der Baba Tonka Cove und wird vom 116 m hohen Cerro Varadero dominiert.
Britische Wissenschaftler kartierten sie 1968, spanische 1992 und bulgarische in den Jahren 2005 und 2009. Das spanische varadero bedeutet übersetzt Werft und spielt allegorisch auf die hier zahlreich anstrandenden Eisberge an.